# Roman Zálešák
Roman Zálešák (* 15. ledna 2001) je český fotbalový obránce a bývalý mládežnický reprezentant, od léta 2025 hrající za Opavu.

## Klubová kariéra
Je odchovancem ostravského Baníku, kde strávil celou mládežnickou kariéru.

### FC Baník Ostrava B
V rezervě Ostravy nastoupil do čtyř sezon, v ročnících 2021/22 a 2022/23 patřil do základní jedenáctky. Odehrál zde 75 utkání, ve kterých vsítil 5 branek a na 12 nahrál.

### FK Varnsdorf
Do Varnsdorfu přestoupil v létě 2023 a prakticky hned se stal oporou týmu. Debut v dresu severočechů zaznamenal 23. července 2023 proti B-týmu Olomouci, premiérový gól 21. října proti Kroměříži, kde svou trefou zařídil výhru. V sezoně 2024/25 byl taktéž nejproduktivnějším hráčem klubu a dostal se i do nejlepší jedenáctky druhé ligy.

### SFC Opava
Dne 4. června 2025 podepsal dvouletý kontrakt v Opavě.

## Reprezentační kariéra
Zálešák je i bývalý mládežnický reprezentant. První šanci dostal v kategorii U16 proti Belgii. Další pozvánky obdržel do kategorie U17 a U18, celkem nastoupil do 13 zápasů.